# Кортузский сельсовет
Кортузский сельсовет - сельское поселение в Краснотуранском районе Красноярского края.
Административный центр - село Кортуз.

## Население
| 2010 | 2012  | 2013  | 2014  | 2015  | 2016  | 2017  |
| ---- | ----- | ----- | ----- | ----- | ----- | ----- |
| 1763 | ↘1714 | ↘1669 | ↘1608 | ↘1565 | ↘1564 | ↘1531 |

## Состав сельского поселения
В состав сельского поселения входят 5 населённых пунктов:
| № | Населённый пункт | Тип населённого пункта       | Население |
| - | ---------------- | ---------------------------- | --------- |
| 1 | Белоярск         | село                         | 314       |
| 2 | Кара-Беллык      | деревня                      | 112       |
| 3 | Кортуз           | село, административный центр | 962       |
| 4 | Сарушка          | деревня                      | 142       |
| 5 | Уза              | деревня                      | 233       |

## Местное самоуправление
Кортузский сельский Совет депутатов
Дата избрания: 14.03.2010. Срок полномочий: 5 лет. Количество депутатов: 10